# 조화의 영감

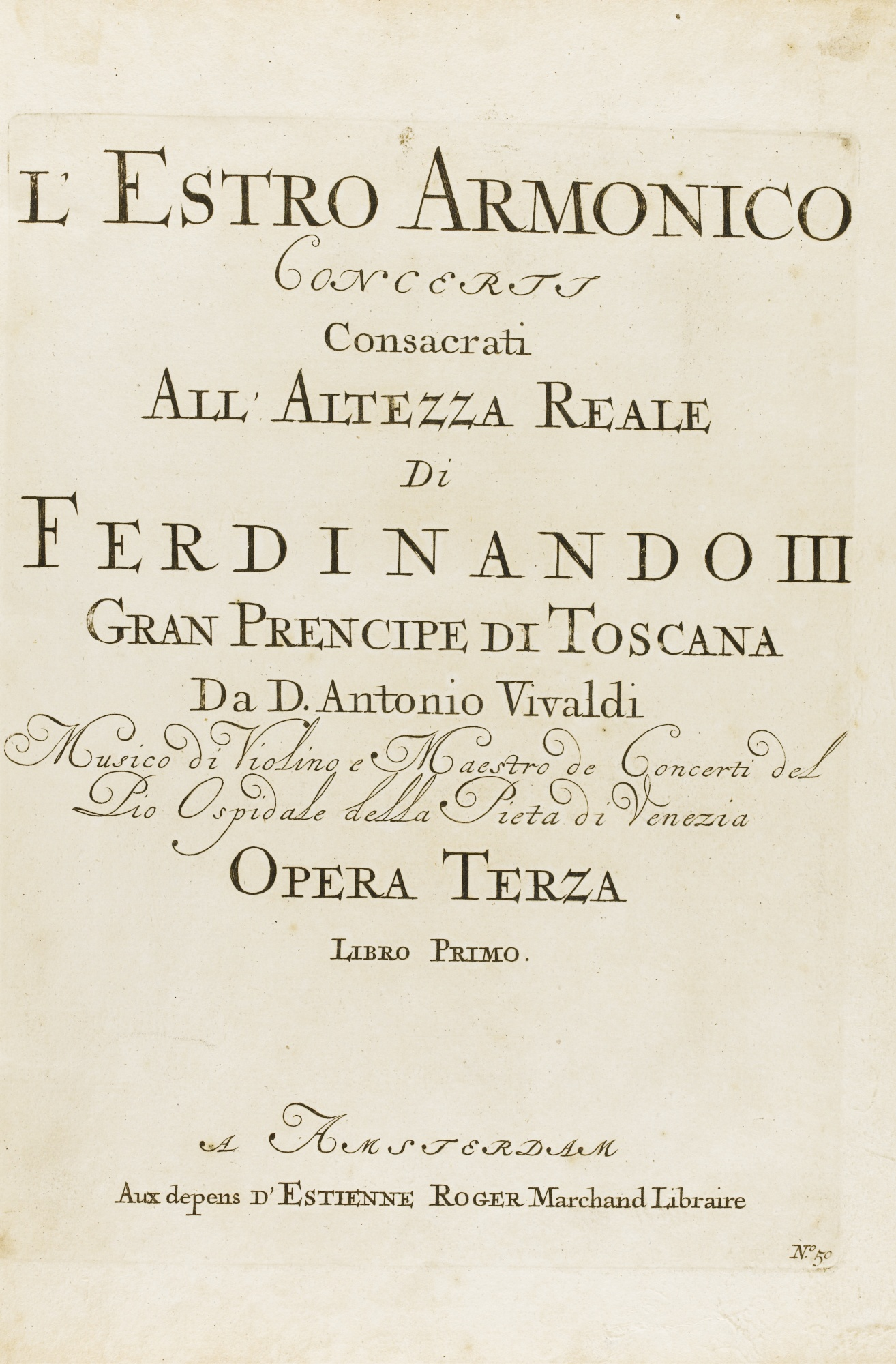
초판 표지

《조화의 영감 작품번호 3》(調和의 靈感, 이탈리아어: L'Estro Armonico) 또는 《화성의 영감》(和聲의 靈感)은 안토니오 비발디가 만든 바이올린, 첼로를 포함한 다양한 편성으로 되어 있는 12개의 협주곡을 모은 작품이다. 1711년 암스테르담에서 처음으로 공개되었다.

## 구성

### 1번, RV 549
4대의 바이올린과 첼로를 위한 라장조 협주곡이다.
1. Allegro
2. Largo e spiccato
3. Allegro

### 2번, RV 578
2대의 바이올린과 첼로를 위한 사단조 협주곡이다.
1. Adagio e spiccato
2. Allegro
3. Larghetto
4. Allegro

### 3번, RV 310
바이올린을 위한 사장조 협주곡이다.
1. Allegro
2. Largo
3. Allegro

### 4번, RV 550
4대의 바이올린을 위한 마단조 협주곡이다.
1. Andante
2. Allegro assai
3. Adagio
4. Allegro

### 5번, RV 519
2대의 바이올린을 위한 가장조 협주곡이다.
1. Allegro
2. Largo
3. Allegro

### 6번, RV 356
바이올린을 위한 가단조 협주곡이다.
1. Allegro
2. Largo
3. Presto

### 7번, RV 567
4대의 바이올린과 첼로를 위한 바장조 협주곡이다.
1. Andante
2. Adagio
3. Allegro – Adagio
4. Allegro

### 8번, RV 522
2대의 바이올린을 위한 가단조 협주곡이다.
1. Allegro
2. Larghetto e spiritoso
3. Allegro

### 9번, RV 230
바이올린을 위한 라장조 협주곡이다.
1. Allegro
2. Larghetto
3. Allegro

### 10번, RV 580
4대의 바이올린과 첼로를 위한 나단조 협주곡이다.
1. Allegro
2. Largo – Larghetto
3. Allegro

### 11번, RV 565
2대의 바이올린과 첼로를 위한 라단조 협주곡이다.
1. Allegro – Adagio e spiccato – Allegro
2. Largo e spiccato (aka Siciliano)
3. Allegro

### 12번, RV 265
바이올린을 위한 마장조 협주곡이다.
1. Allegro
2. Largo e spiccato
3. Allegro

## 쓰임
서울도시철도공사(현 서울교통공사)에서 2000년부터 2012년까지 조화의 영감 6번 1악장을 환승역 종착 안내방송으로 사용하였다. 인천교통공사 지하철도 초창기 2002년부터 2006년까지 이 음악을 사용하였다.